# HLR 72
De HLR 72 is een reeks van diesellocomotieven van de NMBS voor de zware rangeerdienst, besteld in navolging van de twaalf prototypen van de reeksen 270 en 271. De locomotieven werden genummerd als 272.001-272.015 en kwamen in Antwerpen-Dam in dienst. De grote starre radstand was nadelig bij de soms krappe bogen in de haven, waardoor het meermaals voorkwam dat een as uit de rails liep. De grote trekkracht maakte het anderzijds mogelijk om ook de zwaardere treinen zonder enig probleem weg te slepen.
In 1971 werd de serie vernummerd in 7201-7215. De 7210 werd na een zwaar ongeval te Antwerpen-Schijnpoort als eerste van deze reeks afgevoerd. Door de instroom van de nieuwe reeksen HLR 74 en HLR 82 en de tot rangeerlocomotief omgebouwde reeks HLD 65 verminderde in het begin van de jaren 1980 de inzet van de reeks HLR 72. In 1985 werden de laatste exemplaren geschrapt. De 7209 werd door de NMBS bewaard in het museumpatrimonium, de overige locomotieven werden gesloopt.